# Ступка Богдан Сильвестрович
Богда́н Сильве́стрович Сту́пка (27 серпня 1941, смт Куликів, Львівська область, Українська РСР, СРСР — 22 липня 2012, м. Київ, Україна) — радянський та український актор театру і кіно, лавреат Шевченківської премії (1993), Народний артист УРСР (1980), Народний артист СРСР (1991), Герой України (2011). Кавалер ордена Князя Ярослава Мудрого IV, V ступеня (2006, 2010), ордена «За заслуги» I, II ступеня, ордена «За заслуги перед Польщею». Лауреат Державної премії імені Олександра Довженка та Державної премії СРСР. Почесний громадянин Києва. Засновник акторської династії, в якій син Остап та онук Дмитро продовжили його справу.

## Життєпис

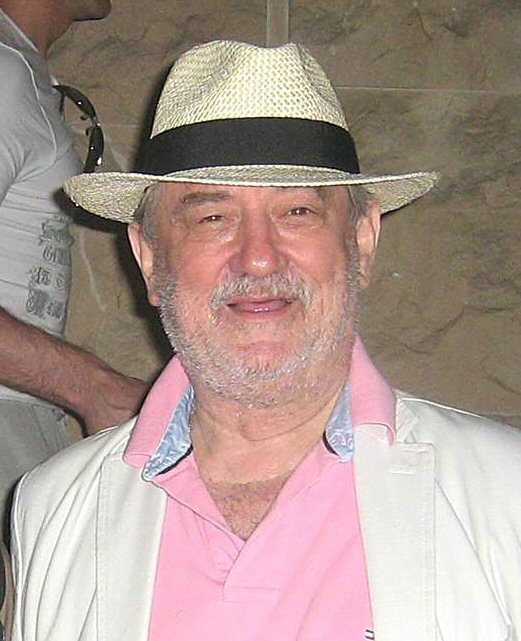
Богдан Ступка в останні роки життя

Народився 27 серпня 1941 року в смт. Куликів (тепер Львівський район на Львівщині), яке на той час перебувало під німецькою окупацією і входило до складу дистрикту Галичина Генерал-губернаторства. У 1948 році сім'я переїхала до Львова.
До сцени його привчили родичі: батько Сильвестр Дмитрович співав у хорі Львівського оперного театру, мамин старший брат був там же солістом, а тітка — головним концертмейстером. За кулісами театру Богдан Ступка побачив і почув багатьох видатних співаків повоєнного часу, зокрема Івана Козловського та Сергія Лемешева.
Проте, як згадує Ступка, вперше бажання виступати з великої сцени з'явилось в нього не в театрі, а під час новорічного концерту в школі, де він в 10 років зіграв Діда Мороза. Актор зізнався, що від тої миті в нього залишились теплі почуття. «Напевно, сподобалось лицедіяти», — пригадує Ступка. [джерело?] В 14 років дебютував на сцені в п'єсі «Дні Турбіних» — брав участь в масовці, куди Богдана прилаштував батько.
Батько Богдана, Сильвестр Дмитрович, присвятив життя сцені, через що багато хворів, в той час, як заробляв лише 80 рублів, на які мала якось жити вся родина Ступок.
Богдан Ступка був одружений з Ларисою Ступкою, випускницею Бакинського хореографічного училища. Син Остап та онук Дмитро також обрали акторську професію.

### Освіта і кар'єра
Вступив до 37-ї школи міста Львова, тоді у СШ № 4 (тепер Львівська лінгвістична гімназія), а з восьмого класу і до випуску вчився у 28-й середній школі. Богдан хотів вступити на хімічний факультет Львівського державного університету імені Івана Франка, але іспити склав невдало. Потому (1959р.) влаштувався в обсерваторію Університету, вступив на заочне відділення філологічного факультету Львівського державного університету імені Івана Франка.
1 травня 1961 року Ступка закінчив акторську студію при Львівському академічному драматичному театрі імені Марії Заньковецької і до 1978 року працював у цьому театрі. У театрі Заньковецької Ступка провів 17 років. Його творчим наставником був режисер та педагог Сергій Данченко, який 1978 року очолив Київський академічний драматичний театр імені Івана Франка. Того ж року на запрошення свого наставника Б. Ступка перейшов до цього театру. Загалом за цей театральний період свого життя, Ступка втілив понад 50 різнопланових ролей, був і Королем Ліром із однойменної вистави за Шекспіром, і Миколою Задорожним із «Украденого щастя», і навіть царем Едіпом.
1984 року він закінчив заочне відділення театрознавчого факультету Київського державного інституту театрального мистецтва імені Івана Карпенка-Карого.

### Театральна кар'єра
На початку 1960-х років дитяча мрія Богдана Ступки отримала шанс на втілення – з 1 травня 1961 року він стає артистом Львівського академічного театру імені Заньковецької, де його ментором був режисер і педагог Сергій Данченко. У театрі Заньковецької Ступка провів 17 років. За цей час він виявив себе здібним молодим актором і створив ряд цікавих сценічних образів. Але після того, як Данченко в 1978 році очолив драматичний театр Франка в Києві – він одразу запросив свого учня працювати з ним в столиці. Загалом за цей театральний період свого життя, Ступка втілив понад 50 різнопланових ролей, був і Королем Ліром із однойменної вистави за Шекспіром, і Миколою Задорожним із “Украденого щастя”, і навіть царем Едіпом. А виставу “Тев’є-Тевель”, яка протягом багатьох років була візитівкою театру Франка, припинили ставити в знак шани після смерті актора. У вересні 2019 року, у зв'язку зі 100-річним ювілеєм театру Франка, постановку вистави було відновлено, а Тев'є зіграв Богдан Бенюк.
2001 року після смерті Сергія Данченка Богдан Ступка очолив Національний академічний драматичний театр імені Івана Франка. Його син Остап грав провідні ролі в театрі під керівництвом батька. Одним із ключових епізодів того часу для театру стали гастролі у США з виставою «Тев'є-Тевель» за п'єсою Григорія Горіна «Поминальна молитва» (за мотивами творів Шолом-Алейхема). Починаючи з дати прем’єри вистави у грудні 1989 року, головну роль незмінно виконував Богдан Ступка. Вистава була одним з найголовніших досягнень української театральної сцени. Тому показово, що на один з виступів в Америці потрапила письменниця Белл Кауфман, онука Шолом-Алейхема. За її словами, багатьох акторів вона бачила у образі Тев’є-молочара, проте Ступка був найкращим. Це була творча перемога колективу і тріумф України як незалежної держави.

### Кінематограф

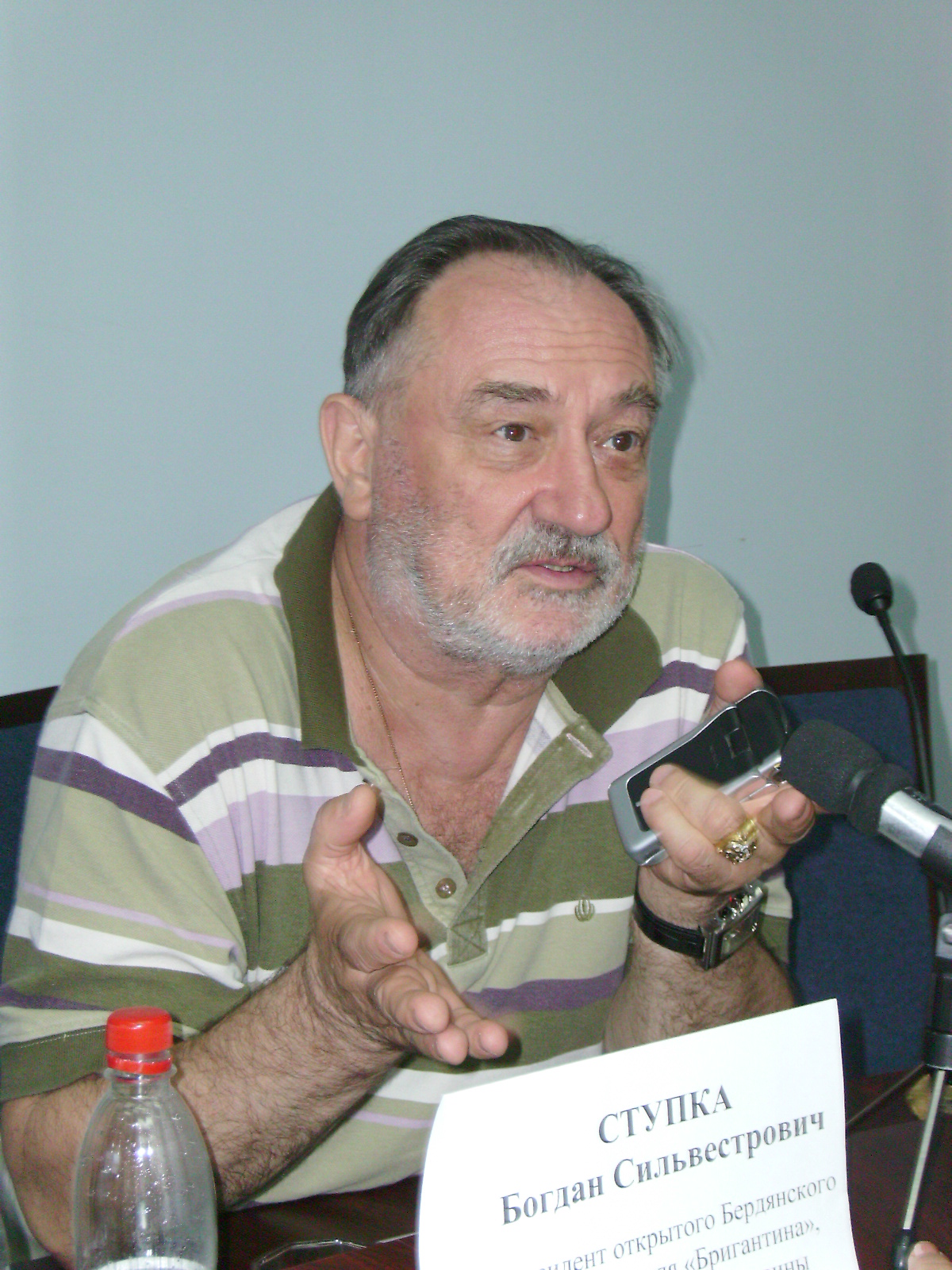
Богдан Ступка — Президент 9-го Міжнародного кінофестивалю «Бригантина» (2006 рік)

За свою кар'єру актор зіграв понад 100 ролей у кіно.
Працював із кінорежисерами Отаром Іоселіані, Кшиштофом Зануссі, Єжи Гофманом, Режисом Варньє, Юрієм Іллєнком, Кірою Муратовою, Сергієм Бондарчуком, Володимиром Бортком, Павлом Чухраєм, Дмитром Месхієвим.
Дебют у кіно — у фільмі Юрія Іллєнка «Білий птах з чорною ознакою» (1971), роль Ореста Дзвонаря. На цю роль претендував Іван Миколайчук, але позаяк це була роль бійця УПА (тобто негативна за радянських часів), то влада не хотіла, аби її грав Миколайчук. Затвердили Ступку, за яким після театральної ролі Річарда III закріпився негативний імідж. Але його трактування образу виявилося дуже вдалим і ця роль досі одна з найкращих у списку актора.
У переліку ролей Б. Ступки багато історичних постатей: гетьмани Іван Брюховецький («Чорна рада»), Іван Мазепа («Молитва за гетьмана Мазепу»), Богдан Хмельницький («Вогнем і мечем»), а також Чингісхан («Таємниця Чингісхана»), Олександр Керенський («Червоні дзвони»), Борис Годунов («Кремлівські таємниці»), Остап Вишня («Із житія Остапа Вишні»).
2006 року на екрани вийшла стрічка Тиграна Кеосаяна «Заєць над безоднею» (Росія), де Ступка зіграв генсека Бежнєва (натяк на Брежнєва). Знявся у російському комедійному детективі Романа Качанова «Взяти Тарантіну», де його партнеркою стала Людмила Гурченко.
2007 року виконав головну роль у неоднозначно сприйнятому фільмі Володимира Бортка «Тарас Бульба» (Росія; прем'єра — 2009).
Був президентом Київського міжнародного кінофестивалю «Молодість», Бердянського міжнародного кінофестивалю «Бригантина» та Київського міжнародного кінофестивалю. З 2001 року і до останніх днів він був художнім керівником Національного академічного драматичного театру ім. Івана Франка в Києві. Також був художнім керівником акторського курсу в КНУТКіТ ім. І. К. Карпенка-Карого (2006—2010).

### Політична кар'єра
Протягом 1999–2001 років був міністром культури і мистецтв України в уряді Віктора Ющенка, або, як він сам називав свою не дуже довгу роботу на цій посаді — «міністром оборони культури». «Приходжу до театру на звичайну репетицію, і відчуваю якусь напругу серед інших акторів – чомусь вони вирішили, що тепер до мене треба ставитися якось особливо», – без особливої радості згадував Ступка недовгий період своєї роботи в міністерстві.

### Смерть

Пам'ятник на могилі Богдана Ступки

За словами Богдана Ступки, мав бажання померти в один день зі своєю матір'ю Марією Ступкою, яка пішла з життя в ніч з 23 на 24 липня 2007 року. Проте смерть наступила о 6:45 22 липня 2012 року в лікарні «Феофанія» після тривалої хвороби на сімдесят першому році життя. За повідомленням Остапа Ступки, причиною смерті став серцевий напад на тлі задавненого раку кісток.
Церемонія прощання з актором відбулася 24 липня в театрі імені Івана Франка. Похований у Києві на Байковому кладовищі (ділянка № 52).

## Творчість

### Ролі в театрі
Львівський драматичний театр ім. Марії Заньковецької
- 1960 — «Над блакитним Дунаєм» І. Річарда; реж. А. Горчинський — румунський офіцер
- 1960 — «Фауст і смерть» Олександра Левади; реж. Борис Тягно — робот Механтроп
- «Бондарівна» Івана Карпенка-Карого; реж. А. Ріпко — Шляхтич
- «З коханням не жартують» Педро Кальдерона; реж. Сергій Сміян — Дон Хуан
- 1963 — «Гайдамаки» за поемою Тараса Шевченка; реж. Володимир Грипич — конфедерат
- «Колеги» Василя Аксьонова; реж. А. Ротенштейн
- «Четвертий» Костянтина Симонова; реж. Сергій Сміян — Чарльз Говард, американський журналіст
- «Третя патетична» Миколи Погодіна; реж. Сергій Сміян — Валерій Сестрорецький.
- 1973 — «Річард III]» за п'єсою Вільяма Шекспіра; реж. Сергій Данченко — Річард III
- 1975 — «Прапороносці» за однойменним романом Олеся Гончара; реж. Сергій Данченко — Брянський
- 1976 — «Камінний господар» за однойменною поемою Лесі Українки; реж. Сергій Данченко — Дон Жуан

Київський драматичний театр ім. Івана Франка
- 1979 — «Дикий Ангел» Олексія Коломійця; реж. Володимир Оглоблін — маляр
- 1979, 4 травня — «Украдене щастя» за однойменною п'єсою Івана Франка; реж. Сергій Данченко — Микола Задорожній[9]
- 1980 — «Дядя Ваня» за однойменною п'єсою Антона Чехова; реж. Сергій Данченко — Іван Петрович Войницький
- 1981 — «Загибель ескадри» Олександра Корнійчука; реж. Сергій Данченко
- 1985 (мала сцена), 1999 (велика сцена) — «Кар'єра Артура Уї, якої могло не бути» Бертольта Брехта; реж. Валентин Козьменко-Делінде — Артуро Уі
- 1986 — «Енеїда» за мотивами однойменної поеми Івана Котляревського; реж. Сергій Данченко — Іван Котляревський
- 1987 — «Майстер і Маргарита» за однойменним романом Михайла Булгакова; реж. Ірина Молостова — Ієшуа / Автор
- 1989 — «Тев'є-Тевель» Григорія Горіна за мотивами збірки оповідань «Тев'є-Молочар» Шолом-Алейхема; реж. Сергій Данченко — Тев'є
- 1992 — «Привиди» Едуардо Де Філіппо; реж. Петро Ільченко — Паскуале
- 1993 — «Нотатки божевільного» за мотивами однойменної повісті Миколи Гоголя; реж. В. Сечин — Поприщин
- 1994 — «Росмерсгольм» Генріка Ібсена; реж. Сергій Данченко — Росмер
- 1994 — «Маячня удвох» Ежена Йонеско; реж. В. Сечин — Він
- 1995 — «Сни за Кобзарем» за Тарасом Шевченком; реж. Валентин Козьменко-Делінде — Поет
- 1997 — «Король Лір» за однойменною п'єсою Вільяма Шекспіра; реж. Сергій Данченко — король Лір
- 2003 — «Цар Едіп» за однойменною трагедією Софокла; реж. Роберт Стуруа — цар Едіп
- 2003 — «Істерія» Террі Джонсона; реж. Григорій Гладій —Зигмунд Фрейд
- 2006 — «Посеред раю на майдані» Володимира Клименка; реж. Володимир Кучинський та Володимир Клименко
- 2007 — «Лев і Левиця» Ірени Коваль; реж. Станіслав Мойсеєв — Лев Толстой[10]
- 2008 — «Легенда про Фауста» за мотивами творів Й. Шпіса, Крістофера Марлоу і Гейсельбрехта; реж. Андрій Приходько — старий Фауст / Мефістофель[11]
- «Чайка» за однойменною п'єсою Антона Чехова — Треплев

Інші театри
- 1989 — «Сад Божественних пісень» Валерія Шевчука за творами Григорія Сковороди; реж. Олексій Кужельний — Григорій Сковорода (Київська академічна майстерня театрального мистецтва «Сузір'я»)
- 1995 — «Не боюся сірого вовка» за п'єсою «Хто боїться Вірджинії Вульф?» Едварда Олбі; реж. Андрій Жолдак — Джордж (Київський академічний Молодий театр)
- 1999 — «Старосвітська любов» Миколи Коляди[ru] за мотивами повісті «Старосвітські поміщики» Миколи Гоголя; реж. Валерій Фокін[ru] — Афанасій Іванович Товстогубов (Приватна антреприза)
- «Вишневий сад» за однойменною п'єсою Антона Чехова; реж. Вадим Дубровицький[ru] — Фірс
- «Милий брехун» за однойменною п'єсою[ru] Дж. Кілті (антреприза, США) реж. Валентин Козьменко-Делінде — Бернард Шоу, драматург

Радіовистави
- 1980 — «Старий і море» за мотивами однойменного роману Ернеста Хемінгуея; постановка Ніни Новоселицької — Сантьяго[12][13]

### Телебачення
- 2004 року знявся в українській версії телевізійної гри «Форт Байяр» (телеканал «1+1») у ролі Мудрого Мольфара, який задавав загадки гравцям.

### Фільмографія
| Рік  | Назва                                                                       | Роль                                    | Країна                                      | Примітки |
| ---- | --------------------------------------------------------------------------- | --------------------------------------- | ------------------------------------------- | --- |
| 1970 | Білий птах з чорною ознакою                                                 | Орест Дзвонар                           | УРСР                                        | |
| 1970 | Мир хатам, війна палацам (ТБ)                                               |                                         | УРСР                                        | |
| 1971 | Друге дихання (ТБ)                                                          | Ігор                                    | УРСР                                        | |
| 1971 | Камінний господар                                                           | дон Жуан                                | УРСР                                        | фільм-спектакль |
| 1971 | Осяяння                                                                     | Юрій Морозенко                          | УРСР                                        | |
| 1972 | Наперекір усьому                                                            | Симеон                                  | УРСР, СФРЮ                                  | |
| 1972 | Найостанніший день (Самый последний день)                                   | Валера                                  | СРСР                                        | |
| 1973 | Вогнище на снігу (Костёр на снегу)                                          |                                         |                                             | |
| 1973 | Новосілля                                                                   | Данько                                  | УРСР                                        | |
| 1975 | Хвилі Чорного моря. Ч. 3. Катакомби (ТБ)                                    | Іонел Миря                              | УРСР                                        | |
| 1975 | Серед літа                                                                  | Троян                                   | УРСР                                        | |
| 1976 | Солдати свободи                                                             | капітан Старцев                         | СРСР, Болгарія, Польща, Чехословаччина, НДР | |
| 1977 | Право на любов                                                              | Яків                                    | УРСР                                        | |
| 1978 | Будинок будується                                                           | Олександр Микитович                     | СРСР                                        | |
| 1979 | Забудьте слово «смерть»                                                     | Іван Островий                           | УРСР                                        | |
| 1979 | І прийде день...                                                            | Кирило Мефодійович Руснак               | СРСР                                        | |
| 1979 | Скляне щастя                                                                | Дзякун                                  |                                             | |
| 1980 | Дударики                                                                    | Леонтович                               | УРСР                                        | |
| 1980 | Інакше не можна (Иначе нельзя)                                              | Петушков                                | СРСР                                        | |
| 1980 | Від Бугу до Вісли                                                           | Щупак, німецький агент «Фокусник»       | УРСР                                        | |
| 1980 | Двобій (ТБ)                                                                 | Дзякун                                  | УРСР                                        | фільм-спектакль |
| 1981 | Мужність (ТБ)                                                               | Гранатов                                |                                             | (7 серій) |
| 1981 | Червоні дзвони. Фільм 2. Я бачив народження нового світу (Красные колокола) | Олександр Керенський                    | СРСР, Італія, Мексика                       | |
| 1982 | Відкриття (ТБ)                                                              |                                         | УРСР                                        | |
| 1982 | Таємниці святого Юра                                                        | Олекс                                   | УРСР                                        | |
| 1983 | Вир                                                                         | Йоська Вихор                            | УРСР                                        | |
| 1984 | Володчине життя                                                             | Баскетис                                | УРСР                                        | |
| 1984 | Все починається з любові                                                    | Антонюк                                 | УРСР                                        | |
| 1984 | Украдене щастя (ТБ)                                                         | Михайло Задорожний                      | УРСР                                        | |
| 1985 | Діти сонця (Дети солнца)                                                    | Борис Миколайович Чепурний              | СРСР                                        | |
| 1985 | Женихи                                                                      |                                         | УРСР                                        | |
| 1985 | Дорівнює чотирьом Франціям (Равняется четырём Франциям, ТБ)                 | Шахматов                                | СРСР                                        | фільм-спектакль |
| 1985 | Метушня (ТБ)                                                                | Акіла                                   | УРСР                                        | фільм-спектакль |
| 1986 | Вечорниці (ТБ)                                                              | писар Фінтик                            | УРСР                                        | |
| 1986 | Дім батька твого (ТБ)                                                       | маляр                                   | УРСР                                        | |
| 1986 | Щасливий, хто кохав                                                         |                                         | УРСР                                        | |
| 1986 | До розслідування приступити. Фільм 1-й. Версія                              | слідчий Олександр Іванович Стасенко     | УРСР                                        | |
| 1987 | До розслідування приступити. Фільм 2-й. Наклеп                              |                                         | УРСР                                        | |
| 1987 | Золоте весілля                                                              |                                         | УРСР                                        | |
| 1987 | Данило — князь галицький                                                    | Судич                                   | УРСР                                        | |
| 1988 | Генеральна репетиція                                                        | Василь Опанасович Гоголь                | УРСР                                        | |
| 1988 | Камінна душа                                                                | Марусяк                                 | УРСР                                        | |
| 1988 | Театральний сезон                                                           |                                         | УРСР                                        | |
| 1990 | Микола Вавилов (ТБ)                                                         | Трофім Лисенко                          | СРСР, ФРН                                   | 6 серій |
| 1990 | Нині прослався син людський                                                 | архієрей                                | УРСР                                        | |
| 1990 | Луна                                                                        |                                         | Україна                                     | короткометражка |
| 1991 | Із житія Остапа Вишні                                                       | Остап Вишня                             | УРСР                                        | |
| 1991 | Гріх (ТБ)                                                                   | Сталинський                             | УРСР                                        | |
| 1991 | Кремлівські таємниці шістнадцятого століття                                 | Борис Годунов                           | СРСР                                        | |
| 1992 | Чотири листи фанери                                                         | полковник                               | Україна                                     | |
| 1992 | Господи, прости нас грішних                                                 | Григорій Петрович Цибукін               | Україна                                     | |
| 1992 | Для домашнього огнища                                                       | Гірш                                    | Україна                                     | |
| 1992 | Тарас Шевченко. Заповіт                                                     |                                         | Україна                                     | 9 серій |
| 1993 | Дорога до раю (Дорога в рай, The Road to Paradise)                          | Лернер                                  | Росія, Німеччина                            | |
| 1993 | Єлисейські поля                                                             | татусик                                 | Україна                                     | |
| 1993 | Пастка (ТБ)                                                                 | Валеріан Стальський                     | Україна                                     | 5 серій |
| 1993 | Сірі вовки (Серые волки)                                                    | Володимир Єфимович Семичастний          | Росія                                       | |
| 1993 | Очікуючи вантаж на рейді Фучжоу біля пагоди                                 | багатий залицяльник                     | Україна                                     | |
| 1993 | Трагедія століття (Трагедия века)                                           | Старцев                                 | Росія                                       | 24 серії |
| 1993 | Кайдашева сім'я (комедія)                                                   |                                         |                                             | |
| 1995 | Геллі і Нок                                                                 |                                         | Україна                                     | |
| 1995 | Самотній гравець (Одинокий игрок)                                           | Павло Кіндратович                       | Росія                                       | |
| 1996 | Judenkreis, або Вічне колесо                                                | Ліберзон                                | Україна                                     | |
| 1996 | Кайдашева сім'я                                                             | старий Кайдаш                           | Україна                                     | |
| 1999 | Вогнем і мечем                                                              | гетьман Богдан Хмельницький             | Польща                                      | |
| 1999 | Схід — Захід (Est — Ouest)                                                  | полковник Бойко                         | Франція, Росія, Україна, Іспанія, Болгарія  | |
| 1999 | Китайський сервіз (Китайский сервиз)                                        | Лапсин                                  | Росія                                       | |
| 2000 | Чорна рада                                                                  | гетьман Іван Брюховецький               | Україна                                     | (9 серій) |
| 2001 | Молитва за гетьмана Мазепу                                                  | гетьман Іван Мазепа                     | Україна                                     | |
| 2001 | Саломея                                                                     | поміщик Желинський                      | Росія                                       | 10 серій |
| 2002 | Таємниця Чингісхана                                                         | Чингісхан                               | Україна                                     | |
| 2003 | Завтра буде завтра                                                          | Валентин Петрович Панченко              | Україна, Росія                              | 14 серій |
| 2003 | Коли сонце було богом (Stara baśń. Kiedy słońce było bogiem)                | князь Попел                             | Польща                                      | |
| 2004 | Водій для Віри (Водитель для Веры)                                          | генерал Сєров                           | Росія                                       | * премія «Золотий Орел» за найкращу чоловічу роль другого плану, премія «Ніка» за найкращу чоловічу роль                                                     |
| 2004 | Свої (Свои)                                                                 | Іван Блінов                             | Росія                                       | * номінація на премію Європейський кіноприз як найкращий актор * приз «Срібний Георгій» за найкращу чоловічу роль на Московському міжнародному кінофестивалі |
| 2005 | Взяти Тарантіно                                                             | професор Фелікс Добржанський, «Фелліні» | Росія                                       | 8 серій |
| 2005 | Вбивча сила-6 (Убойная сила-6, ТБ)                                          | Войцеховський                           | Росія                                       | Фільм 2. Мис Доброї Надії |
| 2006 | Два в одному                                                                | батько Маші                             | Україна, Росія                              | |
| 2006 | Заєць над безоднею                                                          | Брежнєв                                 | Росія                                       | |
| 2006 | Мости серцеві                                                               | письменник                              | Україна                                     | |
| 2006 | Сонька Золота Ручка                                                         | Ліба Соломоніак, батько Соньки          | Росія                                       | 12 серій |
| 2006 | Дивне Різдво (ТБ)                                                           | доктор Павленко                         | Україна                                     | |
| 2006 | Три напівграції (Три полуграции)                                            | Вадим Сергійович, дід Ромки             | Росія                                       | 4 серії |
| 2007 | 18—14                                                                       | директор Ліцею Малиновський             | Росія                                       | |
| 2007 | Одна любов душі моєї                                                        | Григорій Сковорода                      | Росія                                       | 10 серій |
| 2007 | Весілля. Справа. Смерть (Свадьба. Дело. Смерть, Полонез Кречинського)       | Варравін                                | Росія                                       | 24 серії, не був закінчений |
| 2007 | Троє і Сніжинка (трое и Снежинка)                                           | Макар Андрійович, батько Ендрю          | Росія                                       | |
| 2007 | Приватне замовлення (Частный заказ)                                         | Степан Єфимович Татарський              | Росія                                       | 8 серій |
| 2007 | Юнкера                                                                      | полковник Шульгович                     | Росія                                       | 12 серій |
| 2008 | Сафо                                                                        | професор Володимир Орлов                | Україна, Росія                              | |
| 2008 | Серце на долоні / пол. Serce na dłoni                                       | Костянтин                               | Польща, Україна                             | * найкраща чоловіча роль на III-му Римському кінофестивалі                                                                                                   |
| 2008 | Олександр. Невська битва                                                    | князь Ярослав                           | Росія                                       | |
| 2008 | Сила притяжіння (Сила притяжения, Противоположности притягиваются)          | Семен Сорока                            | Україна                                     | 60 серій |
| 2008 | Стріляй, негайно!                                                           | директор банку                          | Україна, Росія                              | |
| 2009 | Тарас Бульба                                                                | Тарас Бульба                            | Росія, Україна                              | * премія «Золотий Орел» за найкращу чоловічу роль |
| 2009 | Інсайт                                                                      | старий                                  | Білорусь                                    | |
| 2009 | Куплю друга                                                                 | Кім                                     | Україна                                     | |
| 2009 | Відторгнення (Отторжение, Под зелёным небом)                                | Іван Павлович                           | Україна                                     | |
| 2010 | Шантрапа (Chantrapas)                                                       | Борис Фірсов                            | Франція, Грузія                             | |
| 2010 | Вчора закінчилась війна (Вчера закончилась война)                           | Федір Михайлович Конюхов                | Росія                                       | 16 серій |
| 2010 | Іванов                                                                      | Лебедєв                                 |                                             | |
| 2011 | Вогні кнайпи (Огни притона)                                                 | прокурор Заславський                    | Росія                                       | |
| 2011 | Платон Ангел                                                                | Платон Ангел                            | Україна                                     | II Трускавецький міжнародний кінофестиваль телевізійних фільмів «Корона Карпат». м. Трускавець (Україна). Перша премія за найкращу чоловічу роль             |
| 2011 | Будинок                                                                     | Григорій Іванович Шаманов               | Росія                                       | *премія «Золотий Орел» за найкращу чоловічу роль другого плану                                                                                               |
| 2011 | Гра (Игра)                                                                  |                                         | Росія                                       | 8 серій, у виробництві |
| 2011 | Одного разу в Ростові (Однажды в Ростове)                                   | Полєтаєв                                | Росія                                       | 24 серії |
| 2011 | Сестри Корольови (Сёстры Королёвы)                                          | батько сестер                           | Росія                                       | 12 серій |
| 2012 | Безодня (Бездна, Варламов)                                                  | Леонід Маркович Корольов                | Росія                                       | 16 серій |
| 2015 | 12 місяців. Нова казка                                                      | Грудень                                 | Росія                                       | |

## Відзнаки

### Міжнародні
Листопад 2008 — нагорода III Римського міжнародного кінофестивалю за найкращу чоловічу роль — за головну роль в українсько-польському фільмі «Серце на долоні» режисера Кшиштофа Зануссі. Під час вручення нагороди актор сказав:
| Ліві лапки | Мрією мого життя було, щоб українська культура стала відома в цілому світі. Мрії повинні збуватися, і я щасливий, що маю можливість сприяти цьому. | Праві лапки |

### Українські державні відзнаки
- Звання Герой України з врученням ордена Держави (23 серпня 2011) — за визначний особистий внесок у збагачення національної культурно-мистецької спадщини, багаторічну плідну творчу діяльність та високу професійну майстерність[14]
- Орден князя Ярослава Мудрого IV ст. (27 січня 2010)[15], V ст. (4 листопада 2006)[16]
- Орден «За заслуги» I ст. (21 серпня 2001)[17], II ст. (21 серпня 1999)[18]
- Почесна відзнака Президента України (23 серпня 1994)[19]
- Державна премія України імені Т. Шевченка 1993 року у галузі театрального мистецтва — за виставу «Тев'є-Тевель» за Шолом-Алейхемом у Київському державному академічному українському драматичному театрі імені І. Франка (у складі колективу)[20]
- Державна премія України імені Олександра Довженка 2012 року (посмертно) — за видатний внесок у розвиток українського кіномистецтва[21]

### Телетріумф
- 2004 — разом з Тамарою Яценко в номінації «Актор/актриса (фільму/серіалу)», «Завтра буде завтра»
- 2012 — номінації «Актор/актриса (фільму/серіалу)», «Одного разу у Ростові»

## Вшанування пам'яті
- На честь нього названі вулиці у містах Вінниця, Буча, Бориспіль, Жовті Води, Запоріжжя, Синельникове, Таврійськ, Покровськ, Слов'янськ.
- Астероїд 269252 Богданступка, відкритий у ніч на 67-ий день народження Богдана Ступки в Андрушівській астрономічній обсерваторії, названий на його честь.
- 5 жовтня 2016 року УДППЗ «Укрпошта» введено в обіг художню поштову марку, присвячену Богданові Ступці[22] та проведено погашення марки і конверта «Перший день» на поштамтах Львова та Києва спеціальним пам'ятним штемпелем «Першого дня».
- До 75-річчя від Дня народження актора (2016) відкрито Музей-кімнату Богдана Ступки в будівлі Народного дому смт. Куликів.
- До 76-тої річниці від Дня народження (2017) встановлено погруддя Богдана Ступки біля будівлі Народного дому смт. Куликів Жовківського району Львівської області[23][24].
- 27 серпня 2021 року до 80-річчя від Дня народження актора у Києві на вулиці Марії Заньковецької відкрили пам'ятну дошку з горельєфом митця[25][26].
- У травні 2022 року в місті Городок Хмельницької обл. вулицю Тухачевського перейменували на вулицю Богдана Ступки.

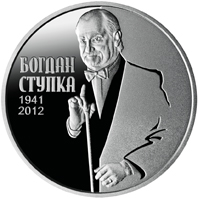
Пам'ятна монета НБУ номіналом 2 грн., присвячена Богдану Ступці
Поштова марка, присвячена Б. Ступці зі львівським спецпогашенням
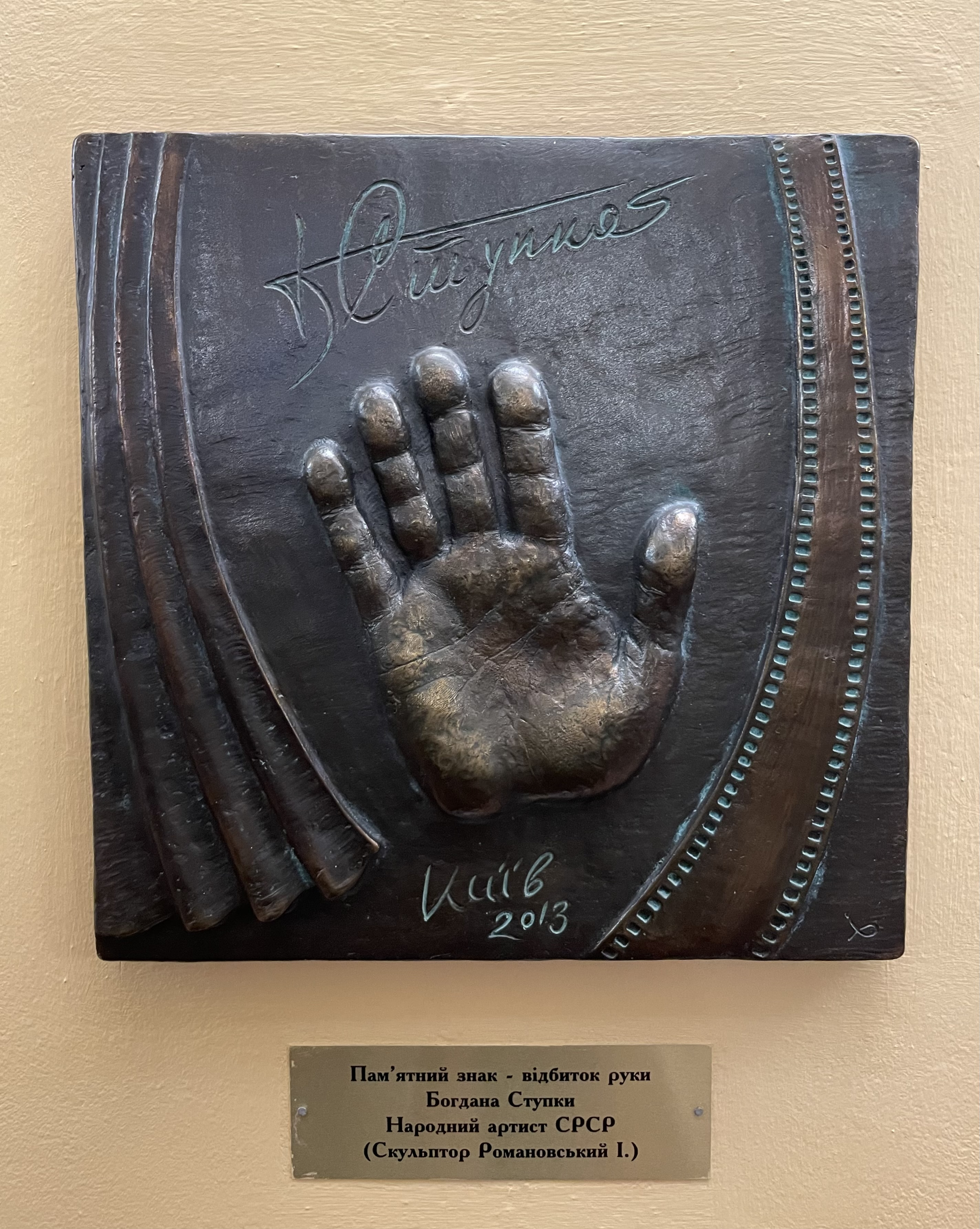
Пам'ятний знак — відбиток руки Богдана Ступки у фойє Національного академічного драматичного театру імені Івана Франка; скульптор Романовський І., 2013

## Публікації
- Богдан Ступка: відомий укр. актор, худож. керівник Нац. акад. драм. театру ім. І. Франка / М. Загребельний. — Харків: Фоліо, 2017. — 118 с. — (Знамениті українці, ISBN 978-966-03-5098-4). — ISBN 978-966-03-6304-5.
- Богдан Ступка: митець і людина / Упор. М. Лабінський. — К.: Книга, 2008. — 240 с.
- Богдан Ступка: фотоальбом. — Букрек, 2001. — 51 с.
- Коломиец Р. Страсти по Богдану: жизнь и творческий путь Б.Ступки. — К.: Факт, 2006. — 414 с. (рос.)
- Мельниченко В. Ю. Богдан Ступка: штрихи до портрета. — К.: Знання України, 2001. — 216 с.
- Мельниченко В. Ю. Майстер (Богдан Ступка) [Архівовано 10 січня 2012 у Wayback Machine.]. — К.: Либідь, 2005. — 392 с. — ISBN 966060405X.
- Мельниченко В. Ю. Богдан Ступка: обличчям до історії [Архівовано 19 лютого 2019 у Wayback Machine.] / Володимир Мельниченко ; ред. А. Овсянникова. — М.: Домаш. б-ка, 2013. — 414 с.
- Мельниченко В. Ю. Богдан Ступка: біографія / Володимир Мельниченко; ред. А. Овсянникова; Нац. культ. центр України в Москві ім. Б. Ступки — Москва: Домаш. б-ка, 2012. — 831 с. [Архівовано 19 лютого 2019 у Wayback Machine.]
- Мельниченко В. Ю. Богдан Ступка: (Штрихи до портрета) / Володимир Мельниченко. — Київ: Знання України, 2001. — 216 с. [Архівовано 19 лютого 2019 у Wayback Machine.]
- Мельниченко В. Ю. Театральний тандем: (феномен Данченка-Ступки) [Архівовано 19 лютого 2019 у Wayback Machine.] / Володимир Мельниченко. — Львів: Академ. Експрес, 2000. — 200 с.
- Мельниченко В. Ю. Майстер: про Б. С. Ступку [Архівовано 20 лютого 2019 у Wayback Machine.] / Володимир Мельниченко. — Київ: Либідь, 2005. — 400 с.
- Томазова Н. М. Ступка Богдан Сильвестрович [Архівовано 3 січня 2017 у Wayback Machine.] // Енциклопедія історії України : у 10 т. / редкол.: В. А. Смолій (голова) та ін. ; Інститут історії України НАН України. — К. : Наукова думка, 2012. — Т. 9 : Прил — С. — С. 875. — ISBN 978-966-00-1290-5.